# Méouze
Die Méouze ist ein kleiner Fluss in Frankreich, der im Département Creuse in der Region Nouvelle-Aquitaine verläuft. Sie entspringt im nördlichen Gemeindegebiet von Mainsat, entwässert generell Richtung Norden und mündet nach rund 16 Kilometern im Gemeindegebiet von Chambon-sur-Voueize als rechter Nebenfluss in die Tardes.

## Orte am Fluss
(Reihenfolge in Fließrichtung)
- Le Fraisse, Gemeinde Mainsat
- Le Tirondet, Gemeinde Sannat
- Lavaud, Gemeinde Saint-Priest
- Montgarnon, Gemeinde Sannat
- La Chaumette, Gemeinde Tardes
- Anvaux, Gemeinde Sannat
- Doulette, Gemeinde Tardes
- Dol, Gemeinde Chambon-sur-Voueize
- Thaury, Gemeinde Chambon-sur-Voueize